# People's Daily New Headquarters
Le People's Daily New Headquarters  est un gratte-ciel de 180 mètres de hauteur construit de 2011 à 2015 en Chine à Pékin.
Il abrite sur 33 étages le siège de l'un des plus importants journaux chinois, Le Quotidien du Peuple.
C'est l'un des rares gratte-ciel de la planète comportant une ouverture à son sommet.
L'architecte est la Southeast University School of Architecture 